# Manfred Max-Neef
Manfred Max-Neef (Valparaíso, 26 de outubro de 1932 – Valdivia, 8 de agosto de 2019) foi um economista e ambientalista chileno.

## Biografia
Max-Neef era filho de imigrantes alemães que se mudaram para o Chile depois da Primeira Guerra Mundial. 
Após estudar economia, Max-Neef fez carreira na Shell. Em 1957, porém, passou a estudar os problemas dos países em desenvolvimento. Max-Neef começou sua carreira como professor de economia na Universidade da California, Berkeley no início dos anos 60, envolvendo-se nos protestos contra a Guerra do Vietnã. Ele viajou pela América Latina e pelos Estados Unidos como professor convidado em várias universidades e como pesquisador vivendo em comunidades pobres, trabalhando também para organizações da ONU. 
Em 1981, escreveu From the Outside Looking In: Experiences in Barefoot Economics, uma narrativa de suas viagens em comunidades pobres da América do Sul. O livro descreve sua abordagem à uma 'economia que leva em conta as pessoas'. No mesmo ano, ele fundou a organização CEPAUR (Centro de Estudio y Promoción de Asuntos Urbanos). Inspirado pelos estudos de Ernst Friedrich Schumacher, desenvolveu a tese da "economia descalça" e "economia em escala humana", apresentando dez necessidades humanas básicas.
Em 1983, Max-Neef recebeu o Right Livelihood Award, também conhecido como "Prêmio Nobel alternativo", por seu trabalho em áreas atingidas pela pobreza em países em desenvolvimento.
Nos anos 1990, formulou a hipótese do "limiar", defendendo que a partir de certo ponto de desenvolvimento humano a qualidade de vida começa a diminuir. Max-Neef foi candidato à presidência no Chile como independente nas eleições presidenciais chilenas de 1993. Com 5,55% dos votos, ele chegou à quarta posição.
Em 1993, ele foi apontado como reitor da Universidad Austral de Chile em Valdivia, permanecendo no cargo por oito anos.
Morreu em 8 de agosto de 2019, aos 86 anos de idade.

## Prêmios
- Right Livelihood Award. University Award of Highest Honour, Soka University, Japão.
- Doctor Honoris Causa, University of Jordan, Jordânia.
- Prêmio Nacional pela Promoção e Defesa dos Direitos Humanos, Chile

## Livros
- From the Outside Looking In: Experiences in Barefoot Economics (1981, Dag Hammarskjöld Foundation) ISBN 1-85649-188-9
- Human Scale Development 1991, the Apex Press, New York and London, ISBN 0-945257-35-X
- Real-Life Economics: Understanding Wealth Creation, com Paul Ekins, 1992, Routledge, London, ISBN 0-415-07976-4